# Campus Party
La Campus Party és una trobada LAN on es concentren aficionats d'informàtica de tot Europa realitzada des del 1997 al País Valencià. Les activitats més comunes són les partides multijugador, l'intercanvi de dades i de coneixements sobre diversos camps temàtics de la informàtica.

## Edicions realitzades de la Campus Party
| Data                                                            | Nombre de participants | Lloc                                                         | Àrees | Patrocinadors | Lloc web oficial d'aquesta edició         |
| --------------------------------------------------------------- | ---------------------- | ------------------------------------------------------------ | --- | --- | ----------------------------------------- |
| 1997 Ben Al Party Campus P@rty, del 8 al 10 d'agost             | 250                    | Ceulaj a Mollina, Màlaga                                     | Jocs, GNU/Linux, Demo-Scene, conferència i projeccions                                                                              | 3Com, OKI, Guillemot i Unicaja | Web Arxivat 2005-04-16 a Wayback Machine. |
| 1998 Campus P@RTY '98, del 31 de juliol al 2 d'agost            | 500                    | Ceulaj                                                       | Jocs, GNU/Linux, Demo-Scene, conferència i projeccions                                                                              | 3Com, OKI, Guillemot y Unicaja | Web Arxivat 2005-02-09 a Wayback Machine. |
| 1999 Campus Party 2k-1, del 2 al 8 d'agost                      | 650                    | Ceulaj                                                       | Jocs, GNU/Linux, Demo-Scene, conferència i projeccions                                                                              | Telefònica Data, OKI, IDG, Guillemot i Unicaja | Web Arxivat 2006-05-17 a Wayback Machine. |
| 2000 Campus party 2000, del 7 al 13 d'agost                     | 1.600                  | Museu de la Ciència Príncep Felip de València                | Jocs, GNU/Linux, Demo-Scene, Java, Disseny, Música i Mac                                                                            | Generalitat Valenciana, Telefònica Data, CISCO i SUN | Web Arxivat 2006-05-17 a Wayback Machine. |
| 2001 Campus Party 2001, del 7 al 10 d'agost                     | 1.600                  | Museu de la Ciència Príncep Felip de València                | Jocs, GNU/Linux, Demo-Scene, Java, disseny, música i Mac                                                                            | Ministerio de Ciencia y Tecnología, Generalitat Valenciana, Microsoft, Telefònica Data, CISCO, SUN                                                                                      | Web                                       |
| 2002 Campus Party 2002, del 5 a l'11 d'agost                    | 3.000                  | Pàrquing de la Ciutat de les Arts i les Ciències de València | Jocs, GNU/Linux, Disseny, Música i un taller de robòtica                                                                            | Ministeri de Ciència i Tecnologia, Generalitat Valenciana, Microsoft, Telefònica Data, CISCO, SUN                                                                                       | Web Arxivat 2007-02-17 a Wayback Machine. |
| 2003 Campus Party 2003 CP07, de l'11 al 17 d'agost              | 4.000                  | Pàrquing de la Ciutat de les Arts i les Ciències de València | Jocs, GNU/Linux, Disseny i Música. Tallers de Robòtica, Astronomia i Xarxa sense fils                                               | Telefònica, Generalitat Valenciana, Ajuntament de València, MCyT, Injuve, Microsoft, Telefònica Data, Cisco Systems, Intel, BBVA, Coca-Cola, PlayStation 2, Soldados.com                | Web Arxivat 2005-12-15 a Wayback Machine. |
| 2004 Campus Party 2004, del 27 al 31 de juliol                  | 4.500                  | Carpa a la Ciutat de les Arts i les Ciències de València     | Jocs, GNU/Linux, Disseny, Música i PS2. Tallers d'Astronomia i Xarxa sense fils                                                     | Telefònica, CAC, Generalitat Valenciana, Ajuntament de València, MCyT, Cisco Systems, Fujitsu, Batch-Pc, Cesser, Coca-Cola, PlayStation 2, Soldados.com, Blue Joven, Iberdrola, Pioneer | Web Arxivat 2006-01-14 a Wayback Machine. |
| 2005 Campus Party 2005TM, del 25 al 31 de juliol                | 5.500                  | Fira de València                                             | Acció i estratègia, esport, consoles, simulació, campuscrea, programari lliure, campusbot, modding, Astronomia, programació de jocs | | Web Arxivat 2006-01-26 a Wayback Machine. |
| 2006 Campus Party 2006 10a Campus Party, del 24 al 30 de juliol | 5.500                  | Fira de València                                             | Astronomia, campusbot, campuscrea, campus I+D, programadors, videojocs, modding, simulació, programari lliure, campus cinema        | Generalitat valenciana, Telefònica, Ajuntament de València, Valencia Ya, Ministerio de Industria, Asus, Marca.com, Rodilla, Xbox360, turisme i comerç                                   | Web Arxivat 2010-10-02 a Wayback Machine. |

## Història

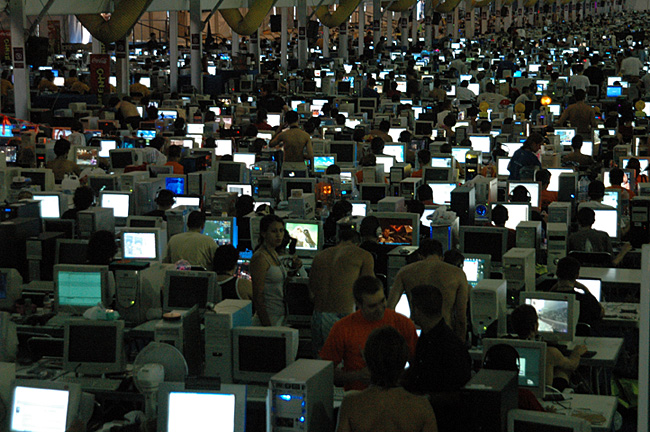
Campus Party 2004

La Campus Party té el seu origen al desembre de 1996 quan neix la idea de fer una party en xarxa. Paco Rogagales, director de cadena 100 a la comunitat autònoma d'Andalusia en aquest moment, veu a La 2 un reportatge sobre els moviments culturals relacionats amb Internet.
El febrer de 1997 Ragageles rep a la cadena 100 Màlaga a l'Associació Juvenil en Xarxa de Benalmàdena, municipi de Màlaga (Andalusia). On li agraeixen l'ajuda prestada a les noves tecnologies i demanen cobertura per organitzar una LAN party.
El maig del mateix any Ricardo Tarno, director de l'Institut de la Joventut, cedeix les instal·lacions en què es realitza l'esdeveniment.
L'abril Ragageles ajuda a organitzar la "Ben Al Party", ja que així es va anomenar la primera edició. Després de realitzar-se, un grup liderat per Ragageles, Belinda Galiano, Yolanda Rueda, Pablo Antón, Juanma Moerno i Rafa Revert decideixen organitzar una LAN party de més importància.
L'agost de 1998 se celebra la segona edició de la Campus Party aconseguint una gran repercussió en els mitjans de comunicació a escala estatal.
El gener de 1999 es funda l'associació E3 Futura sent Belinda Galiano la presidenta. L'agost del mateix any un grup d'universitaris provinents de tot l'Estat col·laboren donant consistència i estructura interna a l'esdeveniment. Un altre grup d'universitaris de la Facultat d'Informàtica de la Universitat de Sevilla, Ideafix, configuren la xarxa i donen suport tecnològic a la Campus Party. El setembre, Manuel Toharia, ponent a la Campus Party parla amb Paco Ragageles i li suggereix fer-la créixer. Rogageles reconeix que l'il·lusiona realitzar-la al Museu de la Ciència Príncep Felip de València sense saber que Toharia seria el director del museu. De forma que aquest li ofereix la Ciutat de les Arts i les Ciències per fer la Campus Party 2000.
El maig del 2000, Maria Pilar Arguelles, directora general de la Ciutat de les Arts i la Ciència s'interessa personalment i garanteix la realització de l'esdeveniment, a pesar de les obres d'inauguració del Museu de la Ciència Príncep Felip, les quals posen en perill la celebració de la Campus Party 2000. L'agost d'aquest any s'inaugura la CP 2000 al CAC de València convertint-se en la LAN Party més gran d'Europa.
A l'abril del 2001 neix CampusT1, a conseqüència de la divisió dels continguts formatius de la Campus Party. CampusT1 adquireix la qualitat de la Universitat d'Estiu amb la col·laboració de la Universitat Politècnica de València. El juliol obre les portes amb 350 alumnes, impartint 8 cursos diferents i tenint 2 conferenciants destacats: Al Gore i Nicholas Negroponte. El maig del mateix any s'obre el termini d'inscripció de la Campus Party 2001 i en poc més de 10 minuts s'esgoten les 1.600 entrades. A l'agost, durant la CP, E3 Futura i Borja Adsuara, director general del Ministeri de Ciència i Tecnologia, acorden la fundació del moviment cibervoluntarisme. Aquell mateix desembre es fundà el moviment Cibervoluntaris a la Universitat Francisco de Victoria a Madrid amb el fi social d'alfabetitzar digitalment els grups de persones exclosos.
L'agost de 2002 la CP se celebra al pàrquing del CAC degut a la demanda de places, acollint 3.000 campusers.

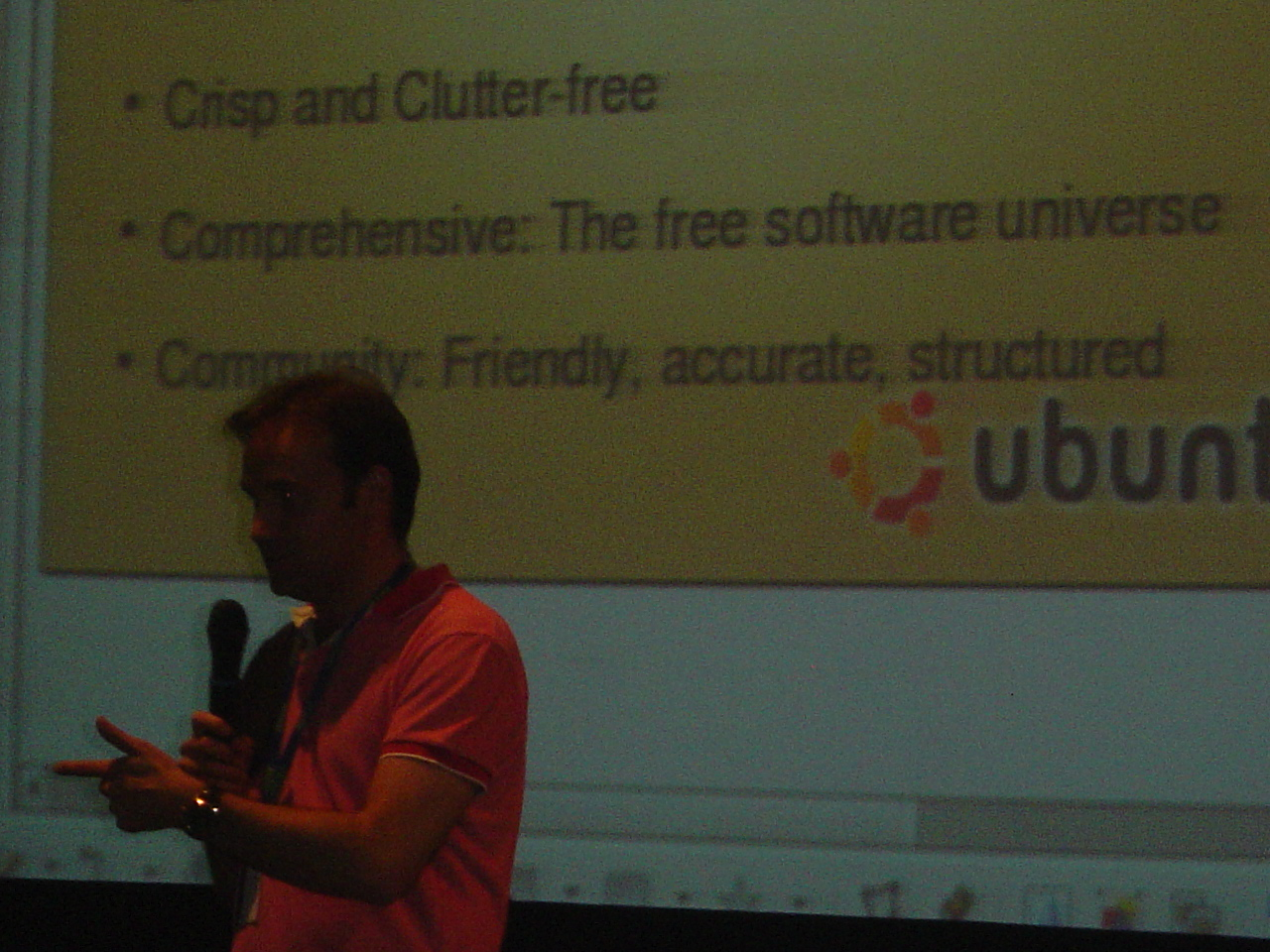
Mark Shuttleworth a la Campus Party 2007

El juliol de 2004, la CP obté més de 100 hores de formació, distribuïda entre tallers, conferències i workshop mostrant l'èxit de la CP. El 2004 la CP s'instal·lava al llac principal del Museu de les Ciències Príncep Felip on s'instal·la una gran carpa de 12.800m² i rep 4.500 campusers. L'esdeveniment es converteix en la major concentració de jugadors de PS2 en xarxa de tot el món i la primera trobada del Moviment Coca-Cola.
El febrer de 2005 neix la Campus Party Experiences donant lloc al compromís del Grup Futura de superar la bretxa digital que plasma la creació d'aquest esdeveniment itinerant que apropa les noves tecnologies de la informació als ciutadans. El juliol del mateix any la novena edició de la CP se celebra a la Fira de València a causa del creixement experimentat deixant endarrere la Ciutat de les Arts i la Ciència. Els participants d'aquesta edició viuen una CP rica en continguts amb la presència de Neil Armstrong.